# Quercus gravesii
Espèce
Classification phylogénétique
Statut de conservation UICN

 LC  : Préoccupation mineure

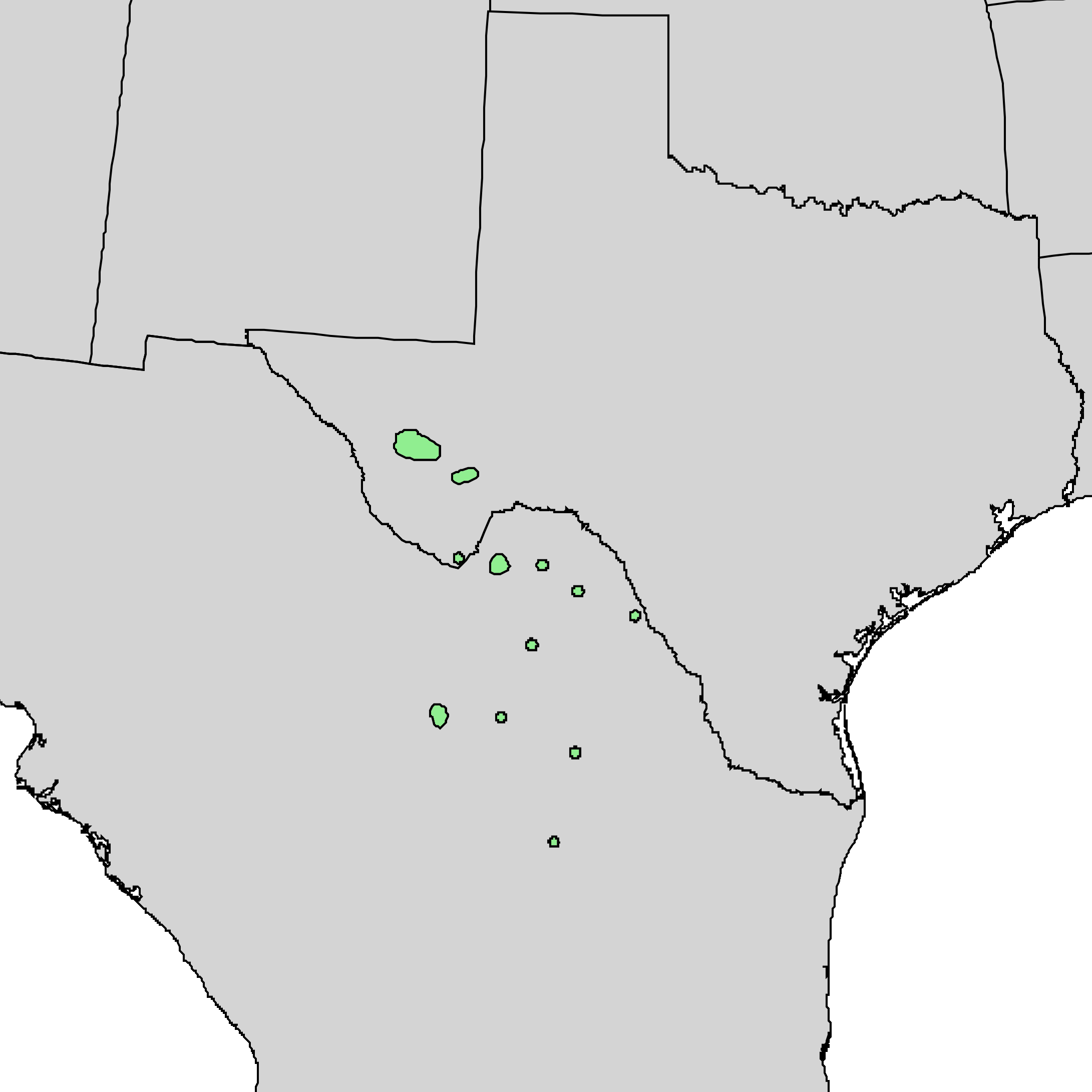
Distribution.

Quercus gravesii est une espèce de plantes de la famille des Fagaceae. On la trouve à la fois aux États-Unis et au Mexique.

## Synonymes
- Quercus chesosensis (Sarg.) C.H.Mull.
- Quercus stellapila (Sarg.) Parks